# Jerzy Fierich
Jerzy Fierich (ur. 20 września 1900 w Krakowie, zm. 9 sierpnia 1965 tamże) – polski historyk, profesor nauk matematycznych, statystyk i ekonometryk rolnictwa, pracownik naukowy Uniwersytetu Jagiellońskiego.

## Życiorys

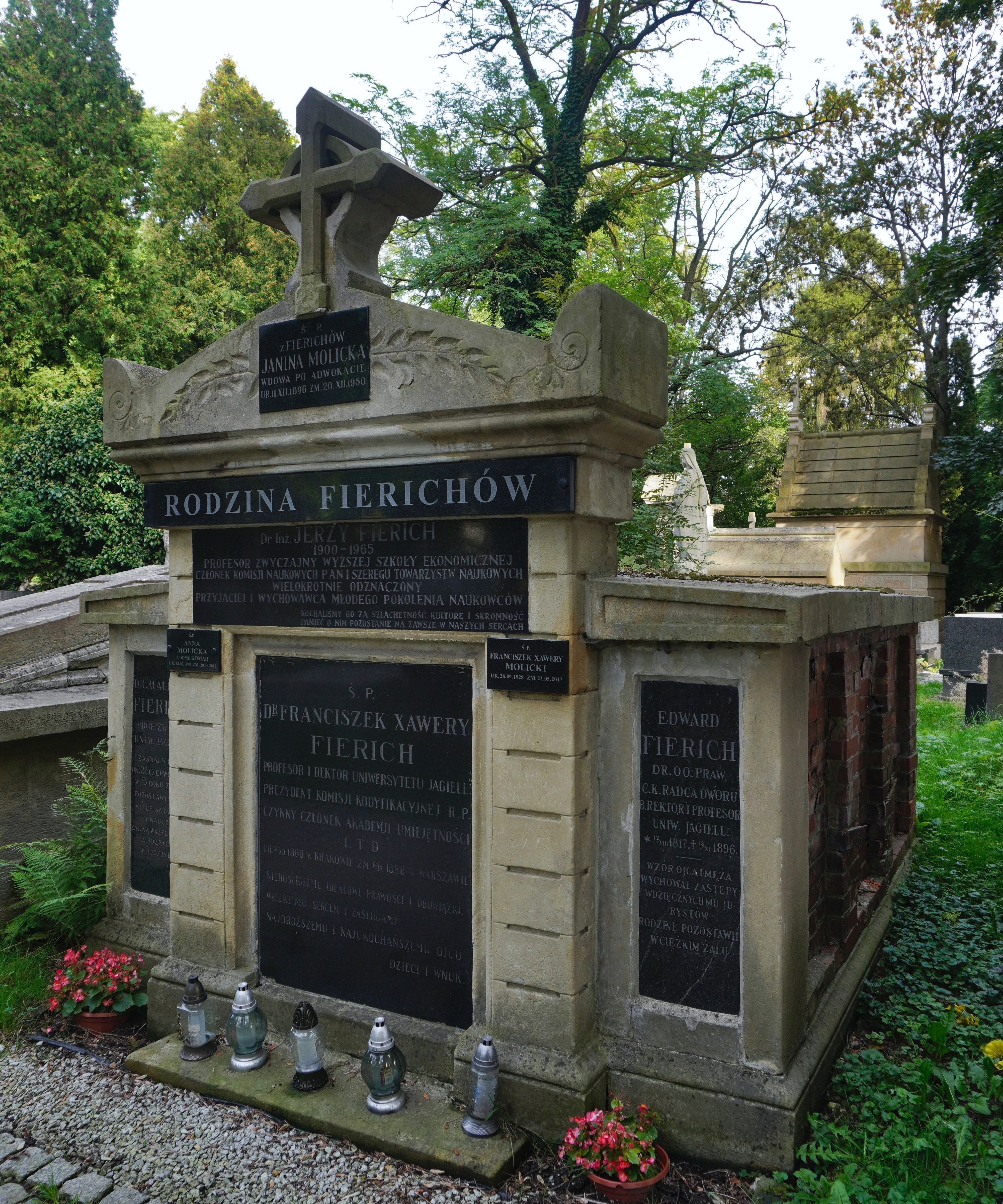
Grób prof. Jerzego Fiericha na Cmentarzu Rakowickim w Krakowie

Syn profesora UJ Franciszka Fiericha i Heleny z Hupków (1876–1916). Do gimnazjum uczęszczał w Badenie pod Wiedniem i w Krakowie, gdzie w 1918 ukończył gimnazjum klasyczne im. Jana III Sobieskiego i zdał maturę. Następnie, w latach 1918–1920, studiował na Studium Rolniczym UJ, które przerwał i przeniósł się na Wydział Filozoficzny UJ, gdzie w latach 1920– 1922 studiował filozofię, chemię, biologię, fizykę, matematykę. W 1922 przeniósł się do Akademii Rolniczej w Dublanach, gdzie w 1924 uzyskał dyplom inżyniera rolnika, po czym gospodarował we własnym majątku. W 1932 na Wydziale Rolniczym Uniwersytetu Jagiellońskiego przedstawił dysertację pt. Broniszów, wieś powiatu ropczyckiego i na jej podstawie uzyskał stopień doktora nauk matematycznych. Od 1935 prowadził na Wydziale Rolniczym Uniwersytetu Jagiellońskiego wykłady ze wstępu do nauk rolniczych, rok później po obronie pracy pt. Stanowisko nauk rolniczych otrzymał stopień doktora habilitowanego i wykładał również ekonomię polityczną. W drugiej połowie 1936 został profesorem nadzwyczajnym ekonomii, powierzono mu wówczas stanowisko kierownika Katedry Ekonomii Politycznej w krakowskiej Akademii Handlowej.
Okres II wojny światowej spędził w rodzinnym majątku ziemskim w Broniszowie Tarnowskim.
W 1945 powrócił do Krakowa i objął wcześniej zajmowane stanowisko w Akademii Ekonomicznej, od 1946 po uzyskaniu tytułu profesora zwyczajnego przez trzy lata stał na czele Katedry Historii Doktryn Ekonomicznych i Społecznych na Wydziale Rolniczym Uniwersytetu Jagiellońskiego. W 1950 względy polityczne sprawiły, że Jerzy Fierich został pozbawiony stanowiska kierowniczego na Akademii Ekonomicznej, nominowano go wówczas na kierownika Katedry Statystyki w Wyższej Szkole Ekonomicznej. W 1953 został kierownikiem Zakładu Ekonomiki Produkcji Zwierzęcej w Instytucie Zootechniki i piastował tę funkcję przez dziesięć lat. Od 1957 do 1961 był prorektorem i dziekanem na Wydziale Produkcji i Obrotu Towarowego Akademii Ekonomicznej w Krakowie, od 1958 do 1963 pełnił funkcję wiceprzewodniczącego Rady Naukowej i konsultanta Ośrodka Badań Prasoznawczych RSW „Prasa” oraz zasiadał w komitecie redakcyjnym Zeszytów Prasoznawczych.
15 stycznia 1955 na wniosek Ministra Szkolnictwa Wyższego został odznaczony Medalem 10-lecia Polski Ludowej.
Zmarł w 1965, spoczywa na cmentarzu Rakowickim (kwatera AB-zach-3).

## Dorobek naukowy
Jest uważany za twórcę krakowskiej szkoły statystyków i ekonometryków, pozostawił po sobie ponad 60 prac, w tym 10 podręczników z zakresu ekonomii, metodologii nauk, ekonometrii i statystyki matematycznej. Jako pierwszy zastosował metodę taksonomiczną i metodę programowania matematycznego przy ustaleniu rejonów produkcji rolniczej.
Na prośbę Stanisława Kota napisał hasło rolnictwo do Encyklopedii staropolskiej Brücknera wydanej w latach 1937–1939.

## Członkostwo
- Polska Akademia Umiejętności[1]:
  - Członek Komisji Socjologicznej;
  - Członek Komisji Historii Oświaty i Szkolnictwa;
  - Członek Komisji Filozoficznej.
- Polska Akademia Nauk[1]:
  - Kierownik Zespołu Historii Nauk Rolniczych w Zakładzie Historii Nauki i Techniki;
  - Członek Komisji Rolnictwa;
  - Członek Komisji Nauk Ekonomicznych, przewodniczący;
  - Członek Komisji Koordynacji Badań nad Dziejami Wsi.
- Międzynarodowe Towarzystwo Naukowe – The Econometric Society.